# Torysa
Torysa (mađarski: Tarca) rijeka je u istočnoj  Slovačkoj pritok Hornáda, dug 129 km. Površina sliva iznosi 1.349 km². Nastaje u istočnoj Slovačkoj izvire na Gorju Levoča na nadmorskoj visini od 1 244 metra. Ulijeva se u Hornád kod sela Nižnej Hutke južno od Košica. 
Gradovi kroz koje prolazi rijeka Torysa:
- Lipany
- Sabinov
- Veľký Šariš
- Prešov

### Ostali projekti
|  | Zajednički poslužitelj ima još gradiva o temi Torysa |